# Tabatha Cash
Pour les articles homonymes, voir Tabatha (homonymie), Cash et Barbe (homonymie).
Céline Barbe, dite Tabatha Cash, née le 27 décembre 1973 à Saint-Denis, est une journaliste, actrice et présentatrice française. Actrice pornographique, elle tourne dans 78 films de 1992 à 1994, et joue dans le film Raï de Thomas Gilou en 1995. Elle devient animatrice de radio sur Skyrock et de télévision sur Canal+.
En 2014, elle reprend la direction de la publication de la revue pornographique Hot Vidéo de 2014 à 2016, fondée par son défunt mari, qu'elle revend plus tard à l'entreprise Jacquie et Michel.

## Biographie
Céline Barbe, dite Tabatha Cash, a affirmé à une époque être née d'une mère italienne et d’un père vietnamien, ou bien d'origine suédoise et japonaise. En 2014, sur le plateau de l'émission Le Supplément sur Canal+, elle a affirmé avoir jeté le trouble à propos de ses origines afin de protéger son entourage, mais être en réalité née d’une mère française, assistante de direction, et d’un père commercial, français d'ascendance martiniquaise, divorcés. Elle a également un demi-frère.  
Elle grandit dans une cité HLM du quartier Bièvre Poterne, à Massy (91). Affirmant avoir connu une enfance très heureuse bien que modeste, elle connaît par la suite une adolescence mouvementée, marquée par les vols de scooters, ainsi que les rackets en bande sur des voyageurs de la ligne du RER B . Mineure, elle échappe à la prison mais doit rembourser le montant des vols. Elle débute alors une activité de modèle, d'abord visage pour des portraits, puis des photographies de nu, « payées cinq fois plus ».

Après l'obtention de son baccalauréat, elle renonce à poursuivre des études de droit et démarre une carrière dans l'industrie pornographique à l'âge de 19 ans, pour des motivations pécuniaires. 
« Je ne cherchais pas la notoriété, ma seule motivation était l’argent. Je venais d’un milieu modeste, mais j’avais le goût des belles choses : je voulais des Weston, je voulais être habillée comme une petite bourge ». 
Elle pratique depuis son adolescence la boxe thaï et cite parmi ses hobbys préférés les animaux, en particulier les chiens. 
Elle porte sur le sein droit un tatouage, initialement une croix du mouvement afrikaner, qu'elle recouvre ensuite d'une rose. En 1994, une enquête menée par Caroline Fourest pour la revue Transfac révèle sa relation passée avec Batskin, figure de proue du milieu skinhead en France, alors qu'elle avait 15 ans.

### Carrière dans le cinéma pornographique
Elle pose pour la première fois pour la revue Pirate, accompagnée de son premier compagnon et photographiée par Joe Wallach, puis apparaît en couverture du magazine Private, photographiée par le réalisateur de films X Pierre Woodman,.
Son premier film, sous l'identité de Céline Duval, est réalisé par Philippe Cochon pour les productions Starchild. Dans cette première séquence, elle y affirme être apparue dans des magazines d'adolescentes telles que Jeune et Jolie, ou OK Podium.
Elle adopte par la suite le pseudonyme de Tabatha Cash qu'elle choisit en allusion à Tabatha, la petite fille de la série américaine Ma sorcière bien-aimée, et qu'elle associe à « cash » qui est sa motivation pour exercer ce métier.
Elle part ensuite pour les États-Unis, où elle tourne notamment la série Dirty Debutantes, sous la direction d'Ed Powers. Elle tourne dans plusieurs productions de Fred J. Lincoln (en), dont Casanova et Casse-Coeur avec Rocco Siffredi, ou encore avec Tom Byron et Peter North dans les Folies de Tabatha d'Alex de Renzy. Sa carrière prend un tournant décisif en mai 1993 lorsqu'elle obtient un Hot d'Or pour sa prestation dans le film Rêves de cuir 2 de Francis Leroi. Elle accomplit ensuite une brève carrière en Italie en 1994, tournant notamment dans Viva Tabatha et Amours Italiens, de Nicky Ranieri, Marco Polo : La storia mai raccontata, du réalisateur Joe D'Amato et Esclaves au Harem de Luca Damiano. 
Elle tourne son dernier film « X » en 1994, Les Visiteuses, pour une brève scène solo, sous la direction d'Alain Payet.

Elle parvient à se forger une image provocatrice, s'affichant avec des serpents vivants enroulés autour du cou, ou accompagnée de ses pitbulls, et réitérant son amour de l'argent comme seule motivation à exercer ce métier, ainsi que son rejet radical de l'industrie pornographique : 
« Si je suis arrivée dans ce métier par hasard, je ne l’ai jamais exercé en victime. Le jour où j’ai décidé de franchir le pas, c’était après une décision mûrement réfléchie. Je ne me suis jamais remise en question. Je ne me suis pas réfugiée dans la came ou l’alcool pour oublier. J’ai d’abord fait du porno pour le fric, ensuite pour la notoriété. Maintenant, c’est gagné ! » 
Elle est désignée par Philippe Vandel, présentateur du Journal du Hard sur Canal+, comme « la première véritable star du X », et marque cette époque du X français aux côtés des actrices Julia Channel, qui avoue une concurrence féroce avec Tabatha qu'elle accuse de vol de sac à main à Los Angeles dans son autobiographie, Elodie Chérie, Draghixa ou Béatrice Valle.
Elle déclare en 2014 avoir régulièrement consommé de la cocaïne lors de sa carrière, avant d'arrêter à la demande de son mari.

### Médiatisation après la pornographie
Elle tire sa révérence en remportant le Hot d'Or de la Meilleure Actrice Européenne à Cannes pour Rêves de cuir 2, en 1994, avec lequel elle apparaît en couverture de Hot Vidéo. Elle se présente à la remise des prix avec un boa vivant autour du cou, escortée d'une dizaine d'hommes cagoulés et armés.
Le magazine Hot Vidéo lui consacre de nombreuses parutions avec pour ambition d'en faire une star populaire : elle est notamment envoyée en reportage spécial parmi les gangs de Los Angeles, en Amazonie, puis dans les territoires occupés. Elle est interviewée en 1994 par MC Solaar, qui fait référence à elle dans son opus A la Claire Fontaine : le reportage photo a lieu dans sa cité d'origine du Square de la Poterne, à Massy. Dans une enquête menée par le même magazine en 1997, Tabatha Cash est déclarée deuxième actrice de charme la plus célèbre, derrière Brigitte Lahaie, avec toutefois 58,7% des sondés déclarant ne pas l'apprécier.
En 1994, elle est remarquée par Laurent Bouneau, directeur des programmes de Skyrock, qui souhaite concurrencer Lovin'Fun, animée par Doc et Difool sur la station concurrente Fun Radio. Les actrices Marlène Moureau et Laetitia étant d'abord pressenties pour l'animation, elle signe finalement pour la saison 1994-1995 à la tête d'une émission de libre antenne, Le Skyclub, aux côtés du Toubib et Frédérico, devenu Fred Musa, de 19 à 22 heures sur la station de radio Skyrock.
Elle contribue de façon majeure à imposer à l'antenne le style de musique rap, notamment gangsta, à travers des artistes tels que Ice-T, Warren G, 2Pac, Snoop Dogg, ou Dr. Dre. L'émission revendique une ligne éditoriale sans censure, avec pour slogan «des paroles crues, mais des pensées saines ». Le ton de l'émission est vivement critiqué en raison du langage qui y est employé. Elle y reçoit notamment Jack Lang, ancien Ministre de la Culture, et multiplie à l'antenne les provocations contre Lovin'Fun. L'émission ne rencontre toutefois pas le succès, l'audience de Skyrock chutant à 4 points après la fin de l'émission. L'animatrice Supernana regrette que Tabatha Cash ait amené à la station « plus de presse que d'auditeurs ». 
Elle anime la même saison la rubrique « Caméra couchée », dans laquelle elle s’amuse à draguer les passants masculins dans la rue, pour l'émission C'est pas le vingt heures diffusée sur Canal+.
Elle apparaît sur les plateaux des émissions Tout est possible présentée par Jean-Marc Morandini en 1995, aux côtés de Rocco Siffredi, puis Coucou c'est Nous, face à Difool, au sujet des radios libres, ou encore Eurotrash et Nulle Part Ailleurs.
Elle pose pour le calendrier annuel 1995 édité par le magazine français Max, en partenariat avec Skyrock, photographiée par Jean-François Jonvelle.
Elle décroche son premier rôle au cinéma traditionnel en 1995 dans la comédie Raï de Thomas Gilou : le réalisateur recherche « une fille qui puisse s’intégrer dans la bande, dans l’univers créé et qui soit crédible dans le rôle d’une fille de cité » et salue sa prestation, « ayant cartonné aux essais et dans le film ».Elle interprète aux côtés de Samy Naceri le rôle d'une jeune Maghrébine, Sahlia, devenue « la meuf la plus puissante de la cité ». L'accueil critique est mitigé, l'actrice n'apparaissant « pas crédible dans ce rôle » selon le Nouvel Observateur. 

### Retrait des médias et retour en 2014
Après avoir mis fin à sa carrière médiatique, elle épouse le rédacteur en chef du magazine Hot Vidéo, Franck Vardon (1956-2014), le 7 janvier 1995. En 1997, elle annonce attendre son premier enfant et déclare vouloir se retirer, afin de « s'occuper de ses enfants et de son mari ». Elle mène alors une vie de mère de famille éloignée des médias, aux États-Unis à Sarasota (Floride), où elle se consacre à la foi religieuse juive, et étudie l'histoire, les religions et la gemmologie. 
En janvier 2014, son mari décède d’une crise cardiaque à Levallois-Perret. Après avoir écarté les précédents associés, elle lui succède au poste de directrice de la rédaction et de la publication de Hot Vidéo en août 2014,, et revient alors en France travailler à Levallois-Perret au siège de sa société. Après une tentative de relance du magazine et un virage éditorial, elle revend finalement l'entreprise en 2016 à Jacquie et Michel, avant de se retirer définitivement de la scène médiatique.

## Filmographie Sélective
Tabatha Cash affirme avoir tourné entre 120 et 150 films pornographiques entre 1992 et 1994 . 
Elle aurait tourné dans 78 films pornographiques de 1992 à 1994, selon l'Internet Adult Film Database, sous les noms de Céline, Ce'line, Celine Lydye, Lydia Celine, Celyne Lidie, Ce'line Duval, Céline Duval, Tabatha, Celine Lydie, Tabatah Cash, Tabitha Cash, Tabetha Cash et Tabatha Cash.
- 20 ans de X 2004, de Marius Dolcov
- Adolescenza perversa 1994, de Mario Salieri, avec Deborah Welles, Draghixa, Elodie Chérie
- Ah queue c'est bon 1992, de Patrice Cabanel
- A fond dans le cul Tabatha 1993, de Nick Crad
- Anal Academy 1993, de Lindsay Honey
- Anal Boom 1993, de Gabriel Pontello, avec Julia Channel
- Anal Museum 1993 de C. Everette Smythe, avec Béatrice Valle
- Anal party molto particolare 1993, de Antonio D'Agostino
- Anal Teenies c. 1993
- Bad Hair Day 2002, avec Angelica Bella
- Bagno caldo per una signora ninfomane 1991, de Antonio D'Agostino
- Blue Print Special 02 1990s, de Hans Moser
- Bella di giorno / Casa d'appuntamento ... puttana dalla testa ai piedi 1993, de Antonio D'Agostino
- Casanova 1993, de Fred J. Lincoln
- Coïts Bizarres 1992, Réalisateur inconnu
- Colmax The Best de Alain Payet
- Colmax XXe Anniversaire 2004
- Il Condominio delle mogli infedeli 1992, de Nicky Ranieri
- Le Cul qui parle 1993, de Gabriel Pontello
- Cumshot de Luxe 2 - Creme de la Creme 2000
- Desiderando Rossana 1992, de Richard Bennet
- La Dernière folie d'Ed Powers 1993, de Ed Powers
- Il Diario di Milly 1993, de Nicky Ranieri
- Dirty Debutantes 14 1992, de Ed Powers
- Dirty Debutantes 23 1992, de Ed Powers, avec Julia Channel
- Dirty Debutantes 24 1992, de Ed Powers
- Dirty Debutantes 29 1992, de Ed Powers
- La Doctoresse a des gros seins II 1992, de Alain Payet
- Emmanuelle in Venice 1993, de Francis Leroi
- Erotic Dream of Aladdin X 1995, de Luca Damiano
- Fantasmes virtuelles 1995, de Michel Mex
- Femme Fatale 1993, de Fred J. Lincoln
- Fille à partouze 6 1993, de C. Alexander
- Gierige Spalten 1992, de Harry S. Morgan
- The Goddess Of Love, Part 8
- The Golden Girl Part One de Hans Moser
- HypnotiX 1992, de Michel Mex, avec N'J de Bahia
- Ladykiller 1993, de Fred J. Lincoln
- Marco Polo: La storia mai raccontata 1994, de Joe d'Amato and Luca Damiano
- Max's All Stars 2
- Maxs Best of 1988-1994 2000
- Le Mille e una notte c. 1994, de Luca Damiano, avec Julia Channel
- Nymphettes en manque de sperme 1993, de Nils Molitor
- Oltre la Vita 1992, de Nicky Ranieri
- Olymp der Lüste 1992, de Nils Molitor
- Private Fantasies Part 15 (de The Sarah Young Collection 6)
- Private Fantasies Part 6 1990s, de Hans Moser (de Sarah Young's Sexy Secrets 3)
- Private Stars 2001
- Raï 1995, de Thomas Gilou
- Rêves de cuir 2 1993, de Francis Leroi, avec Deborah Welles, N'J de Bahia
- Saftige Schlampen spreizen ihre Schenkel
- Sodos infernales 1993, de Nick Crad
- The Sarah Young Collection 6 1992, de Sarah Young on the box
- Sarah's Girls Part 4
- Sarajevo / Viva Tabatha! 1994, de Nicky Ranieri
- Sascha Alexander Blueprint Special 02 1998, de Hans Moser
- Die Schmiede der Stars - 20 Jahre Magma 2008
- Schule der Perversitäten c. 1992, de Tom Syderburg
- Secrets de jalousie 1992, de Michel Mex
- Selen superporca 1994, de A .P. Spinelli
- Sexual Outrages 1993, de Fred J. Lincoln, avec Sunset Thomas, Micky Lynn
- Sexy Secrets 3 1990s, de Hans Moser
- Sogni d'estate a riccione 1992, de Nicky Ranieri
- Spermageile Lustnymphen 1993, de Nils Molitor
- Stars alternative title for Private Stars
- Starchild : 1er essai hard 1992, de Philippe Cochon, avec Julia Channel
- Les Visiteuses 1994, de Alain Payet
- Voyeurs Voyeuses, de Patrice Cabanel
- The Young One 10 1990s, de Hans Moser

### Récompenses
- Hot d'or de la meilleure starlette européenne en 1993
- Hot d'or de la meilleure actrice européenne en 1994